# شب موزه‌ها

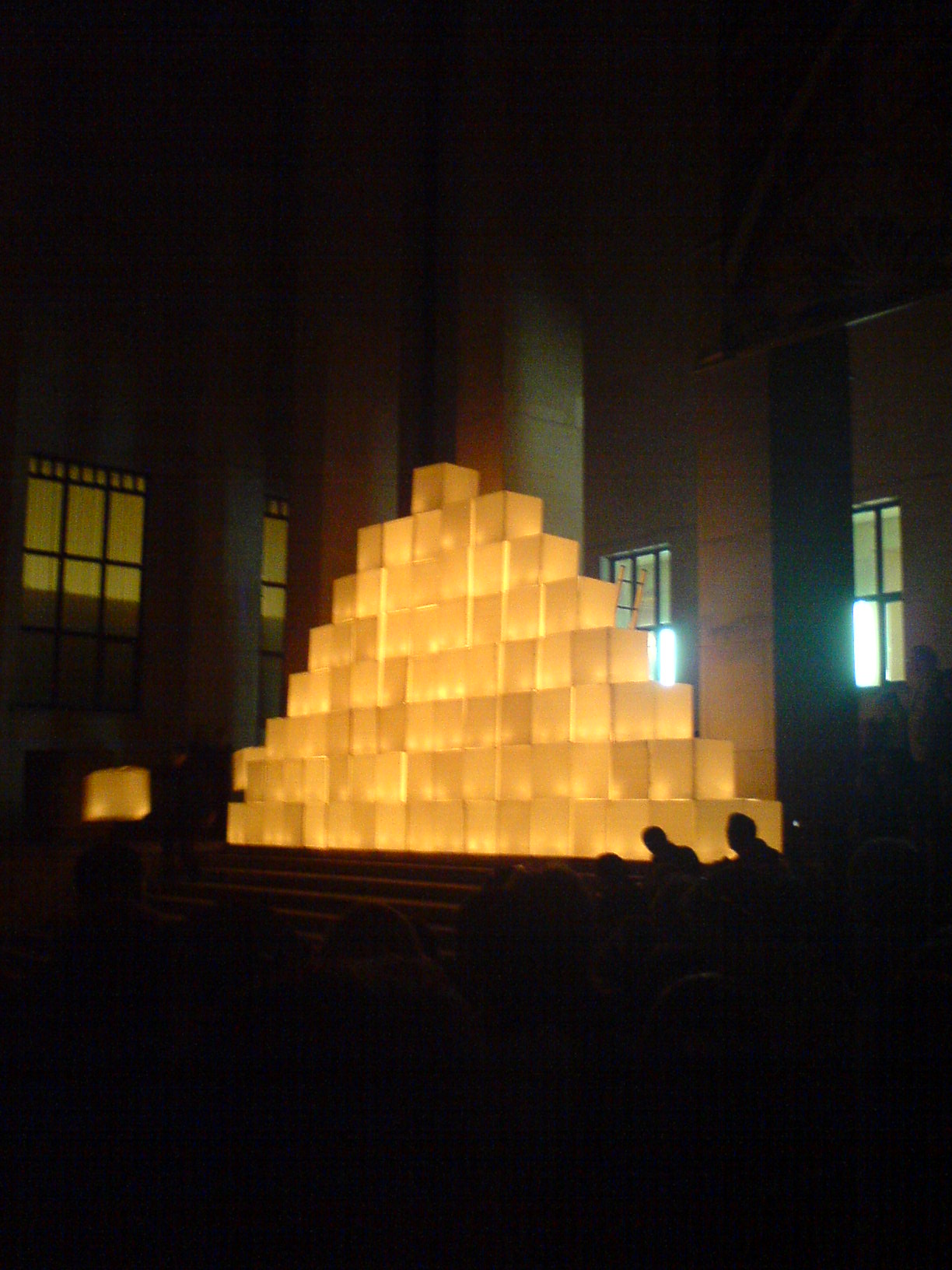
پرفورمنس هنری «نور و گرانش» در موزه ملی ورشو (شب موزه‌ها، ۲۰۰۷)

شب طولانی موزه‌ها (به انگلیسی: Long Night of Museums) یا شب موزه‌ها (به انگلیسی: the Night of Museums) یک رویداد فرهنگی است که در آن موزه‌ها و نهادهای فرهنگی در یک هماهنگی منطقه‌ای برای معرفی خود به مشتریان بالقوه تا اواخر شب باز باقی می‌مانند. به بازدید کنندگان یک بلیط ورودی مشترک داده می‌شود تا به دسترسی کم‌هزینه آنها به همه موزه‌ها و نمایشگاه‌ها کمک کند و در بسیاری موارد ورودیه آن‌ها رایگان است. همچنین تسهیلاتی برای حمل و نقل عمومی ارزان و راحت در این منطقه برای ایشان برقرار می‌شود.

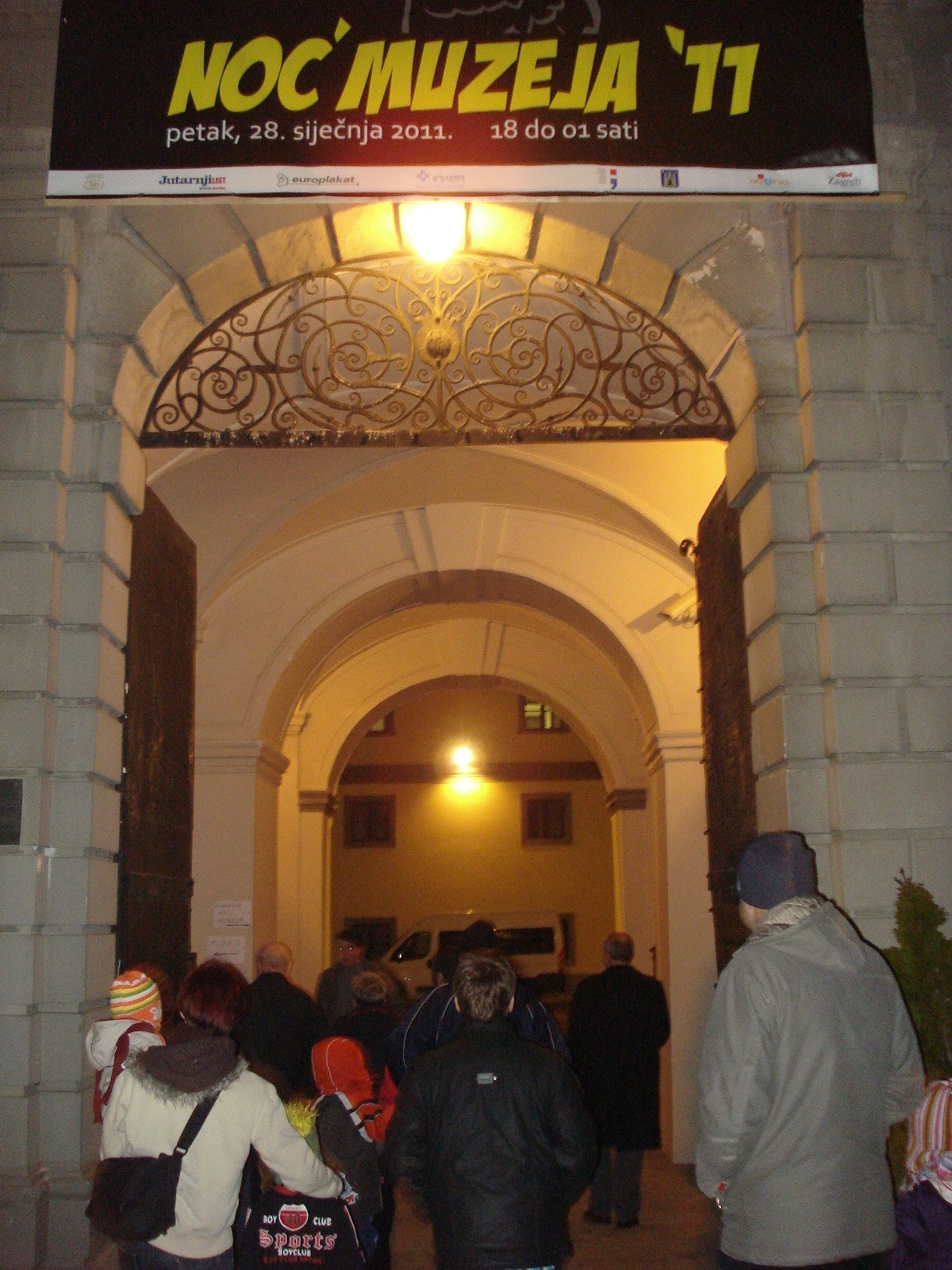
ورود مردم در شب موزه‌ها به موزه شهرستان مدیمورجه در چاکوتس کرواسی (۲۰۱۱)

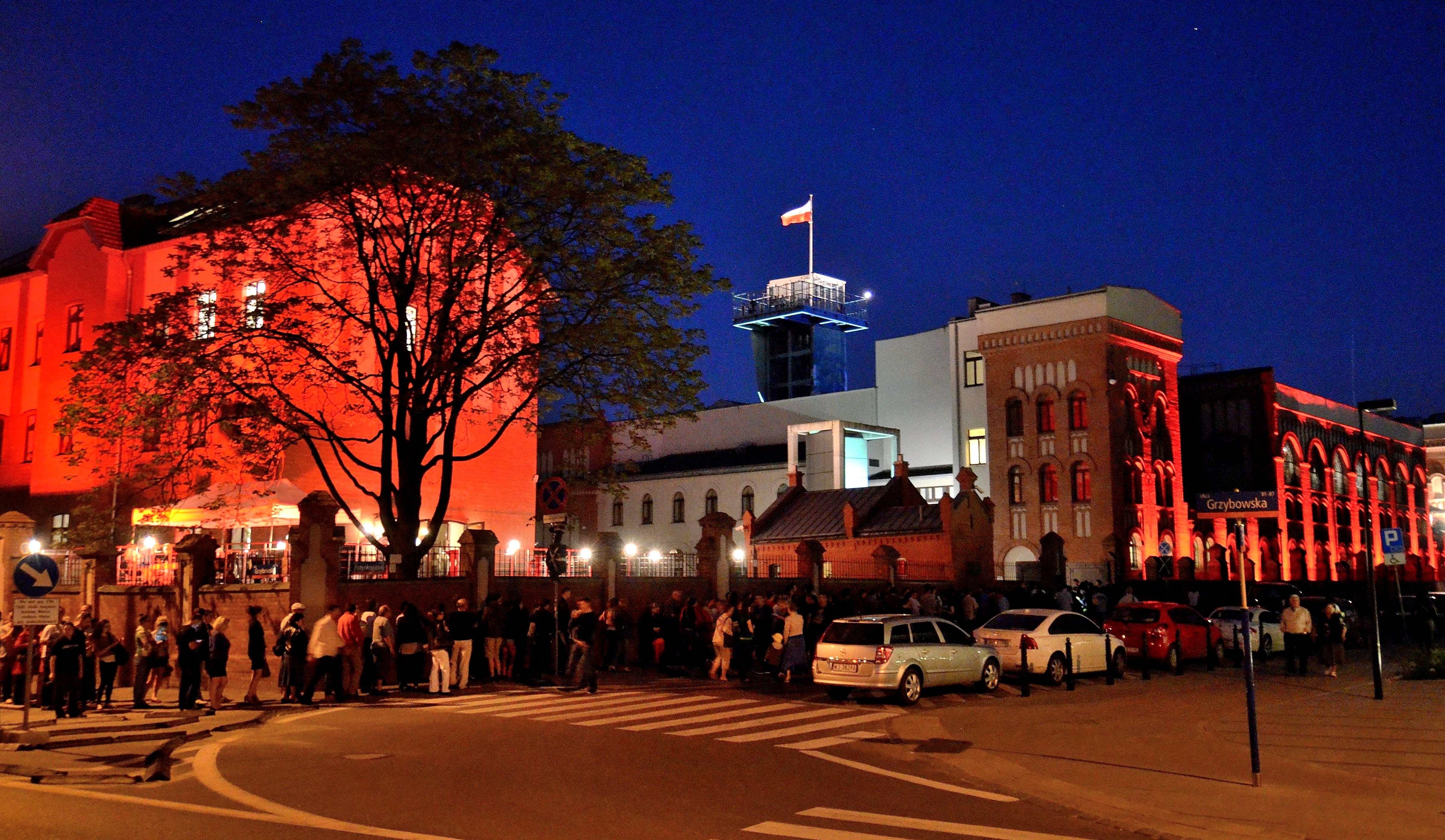
صف بازدید کنندگان در شب در موزه‌ها، ورشو (۲۰۱۳)

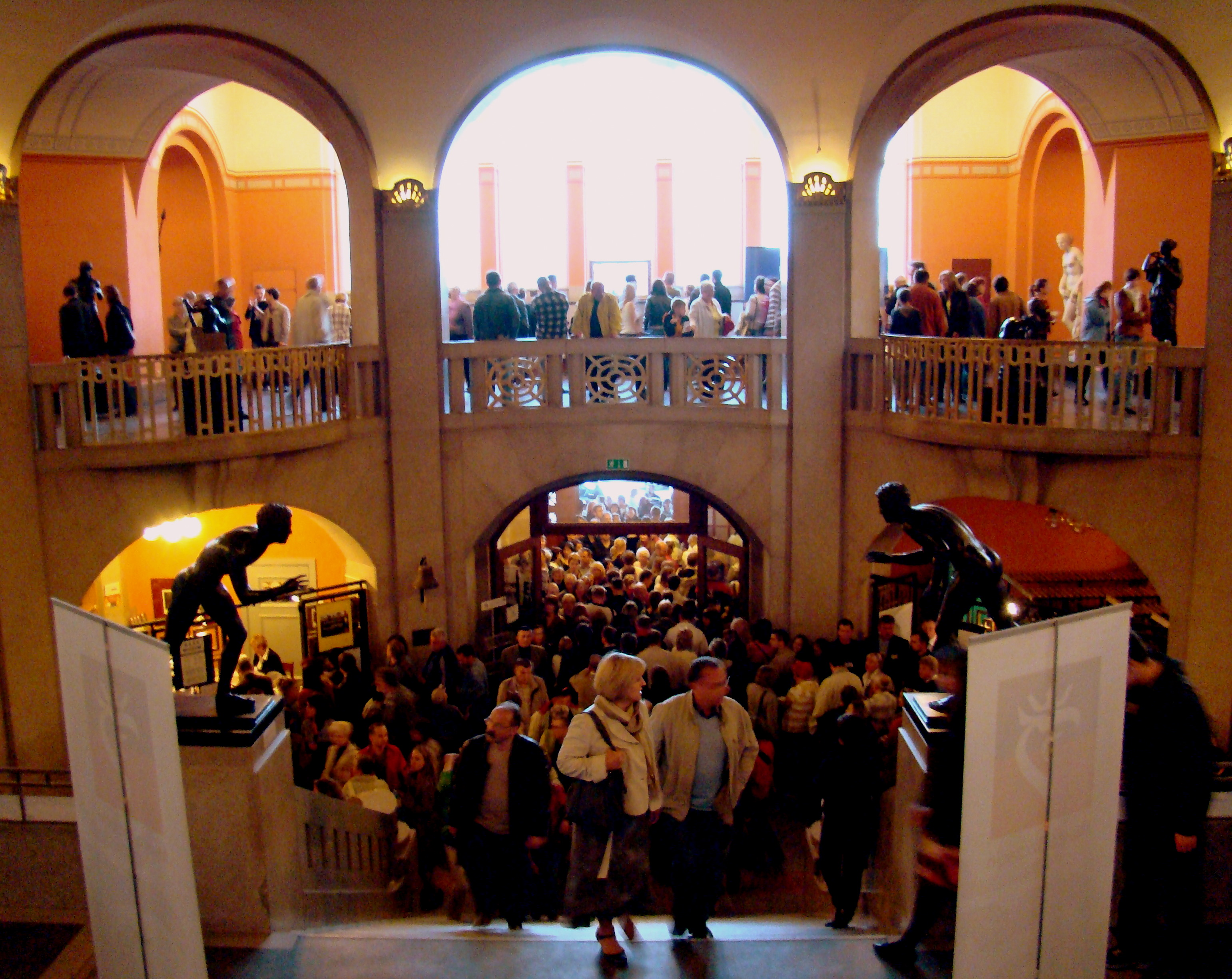
شب طولانی موزه‌ها در موزه ملی در شچچین (۲۰۰۹)

اولین شب طولانی موزه‌ها (آلمانی: Lange Nacht der Museen) در برلین در سال ۱۹۹۷ صورت گرفت. پس از آن تعدادی از موسسات شرکت‌ها و نمایشگاه‌ها با درک و دریافت مفهوم این رویداد فرهنگی این فکر را دنبال کردند و به طور چشمگیری به بیش از ۱۲۰ شهر دیگر در سراسر اروپا و همچنین در جاهای دیگر مانند آرژانتین و فیلیپین گسترش یافت.
در ۱۴ مه ۲۰۱۶، موتور جستجوی گوگل با تغییر لوگوی گوگل دودل صفحهٔ اصلی خود این رویداد فرهنگی را گرامی‌داشت.